# Alicio Solalinde
Alicio Solalinde   (Villeta, 1 de febrer de 1952) fou un futbolista paraguaià de la dècada de 1970 i entrenador.
Fou 32 cops internacional amb la selecció del Paraguai.
Pel que fa a clubs, defensà els colors de Club Libertad, Club River Plate i Club Olimpia.
Com entrenador dirigí als clubs Olimpia, Club 12 de Octubre, Club 2 de Mayo, Club Atletico 3 de Febrero, Sportivo Luqueño i Independiente F.B.C..